# Асікаґа Йосікадзу
Асікаґа Йосікадзу (яп. 足利義量; 27 серпня 1407 — 17 березня 1425) — 5-й сьоґун сьоґунату Муроматі. Правив з 1423 по 1425 рік. Був сином Асікаґи Йосімоті, 4-ого сьоґуна сьоґунату Муроматі.
Йосікадзу був призначений на посаду сьоґуна у 16-річному віці. Однак вже через два роки він помер від натуральної віспи. Наступного 1426 року сконав його батько, і посада сьоґуна залишилася вакантною. Нового лідера самураїв було обрано жеребкуванням.
| Прапор Японії | Це незавершена стаття про Японію. Ви можете допомогти проєкту, виправивши або дописавши її. |